# Nuwajbi

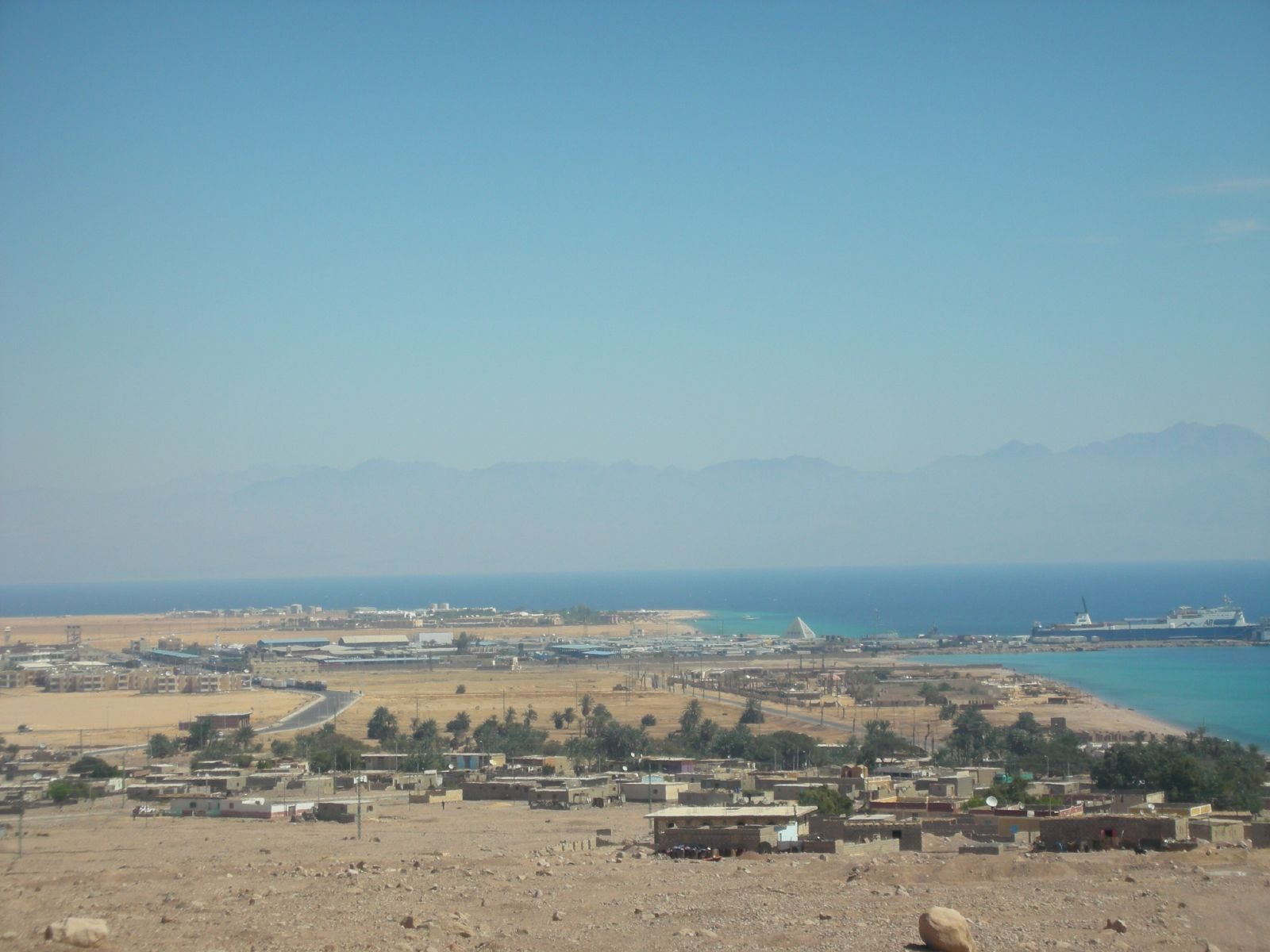
Port w Nuwajbi

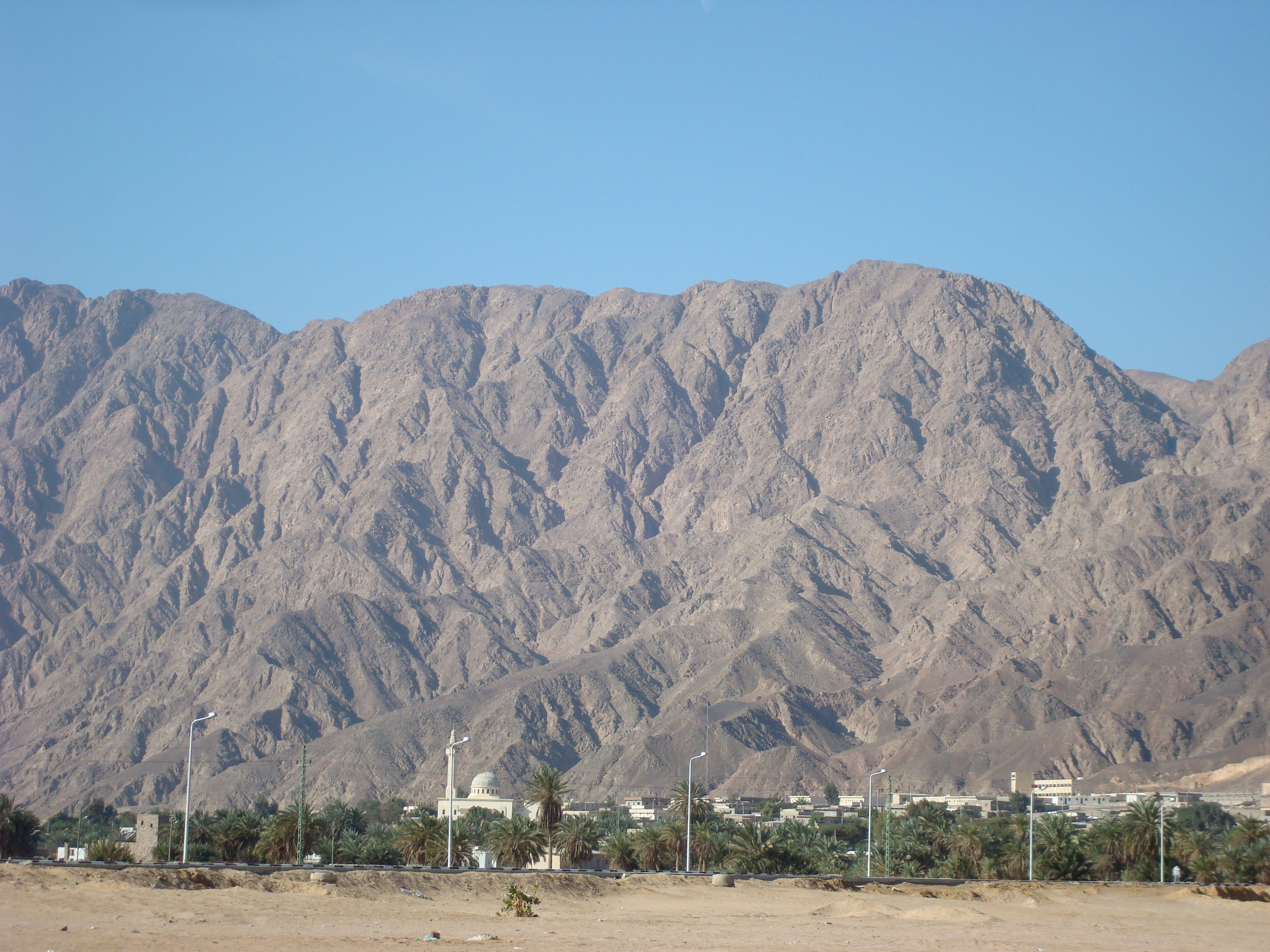
Widok na część miasta, w tle góry Synaj

Nuwajbi (arab. نويبع, ang. Nuweiba) („bąbelkowe źródła”) – miasteczko we wschodniej części muhafazy Synaj Południowy w Egipcie. Ten nadmorski kurort zlokalizowany jest na wybrzeżu Morza Czerwonego nad Zatoką Akaba (Riwiera Morza Czerwonego).

## Położenie
Obszar Nuwajbi to ok. 40 km². Miasteczko znajduje się u wylotu uedu Wadi Watir, ok. 150 km na północ od Szarm el-Szejk, 465 km na południowy wschód od stolicy kraju Kairu i 70 km na południe od granicy egipsko-izraelskiej i przejścia granicznego Taba-Ejlat.
Miasto dzieli się na trzy części, rozciągnięte na 10-kilometrowym odcinku:
- Tarabin – beduińska osada na północy z polami biwakowymi z bambusowymi chatkami, przyciągająca młodszych i mniej zamożnych turystów. Na północy w Tarabin mieszczą się ruiny twierdzy z XVI wieku zbudowanej przez sułtana Mameluków, aby chronić Synaj przed inwazją wojsk tureckich.
- Nuweiba City – luksusowe centrum turystyczne z hotelami i ośrodkami nurkowymi.
- Mizelia albo Majzena – południowa część miasta, w 1985 roku powstał nowy port morski, który umożliwił lepszą wymianę handlową z krajami Zatoki Perskiej.

## Historia
Historycznie teren ten należał początkowo do beduińskich plemion i ich osad Tarabin oraz Majzena. W czasie wojny sześciodniowej Izrael miał tu swój obóz wojskowy, potem przekształcił ten teren w moszaw (spółdzielnię wiejską) i nazwał osadę Newjot. Żydzi wybudowali 7 km na południe od osady port morski (pasażerski i cargo; obecnie wypływa z niego prom do Akaby w Jordanii). Po odzyskaniu tych ziem przez Egipt powstały kompleksy turystyczne oraz centrum administracyjno-handlowe (na bazie izraelskiego moszawu). 7 października 2004 roku w Nuwajbi został przeprowadzony zamach bombowy. W tym samym czasie wybuchły także bomby w Tabie oraz w Ras asz-Szitan.

## Turystyka
W Nuwajbi jest kilka płytkich raf koralowych blisko brzegu, najsłynniejsza z nich to Stone House.
Ponad 20 km na północny zachód od Nuwajbi leży tzw. Kolorowy Kanion. W mieście znajduje się ok. 15 ośrodków nurkowych.